# Giovanni Sacco
Giovanni Sacco (San Damiano d'Asti, Provincia de Asti; 24 de septiembre de 1943-Ibidem, 17 de diciembre de 2020) fue un futbolista y director técnico italiano que se desempeñaba en el campo bajo la posición de centrocampista.

## Clubes

### Como futbolista
| Club           | País   | Año       |
| -------------- | ------ | --------- |
| Juventus F. C. | Italia | 1962-1965 |
| S. S. Lazio    | Italia | 1965-1966 |
| Juventus F. C. | Italia | 1966-1969 |
| Atalanta B. C. | Italia | 1969-1973 |
| A. C. Reggiana | Italia | 1973-1976 |

### Como entrenador
| Club               | País   | Año       |
| ------------------ | ------ | --------- |
| A. S. Imperia      | Italia | 1980-1981 |
| U. S. Pro Vercelli | Italia | 1984-1985 |
| A. C. Asti         | Italia | 1985-1986 |
| Savona F. B. C.    | Italia | 1986      |
| Casale Calcio      | Italia | 1987-1988 |

## Palmarés

### Como futbolista

#### Campeonatos nacionales
| Título      | Club           | País   | Año       |
| ----------- | -------------- | ------ | --------- |
| Copa Italia | Juventus F. C. | Italia | 1964-1965 |
| Serie A     | Juventus F. C. | Italia | 1966-67   |